# 松元町 (名古屋市)
松元町（まつもとちょう）は、愛知県名古屋市中区の地名。

## 歴史
江戸期に愛知郡前津小林村であった地域の一部にあたる。

### 町名の由来
前津小林町の小字名「松元」による。

### 行政区画の変遷
- 1911年（明治44年）11月1日 - 前津小林町字下キロメキ・長総・松元の各一部により松元町1丁目、前津小林町字下キロメキ・松元の各一部により松元町2丁目、前津小林町字八反田・松元の各一部により松元町3・4丁目がそれぞれ成立[1]。
- 1969年（昭和44年）10月21日 - 住居表示実施に伴い、1丁目が栄五丁目および千代田一丁目、2丁目が千代田一丁目、3丁目が千代田一丁目および同二丁目、4丁目が千代田二丁目に編入され消滅[1]。